# География Индонезии

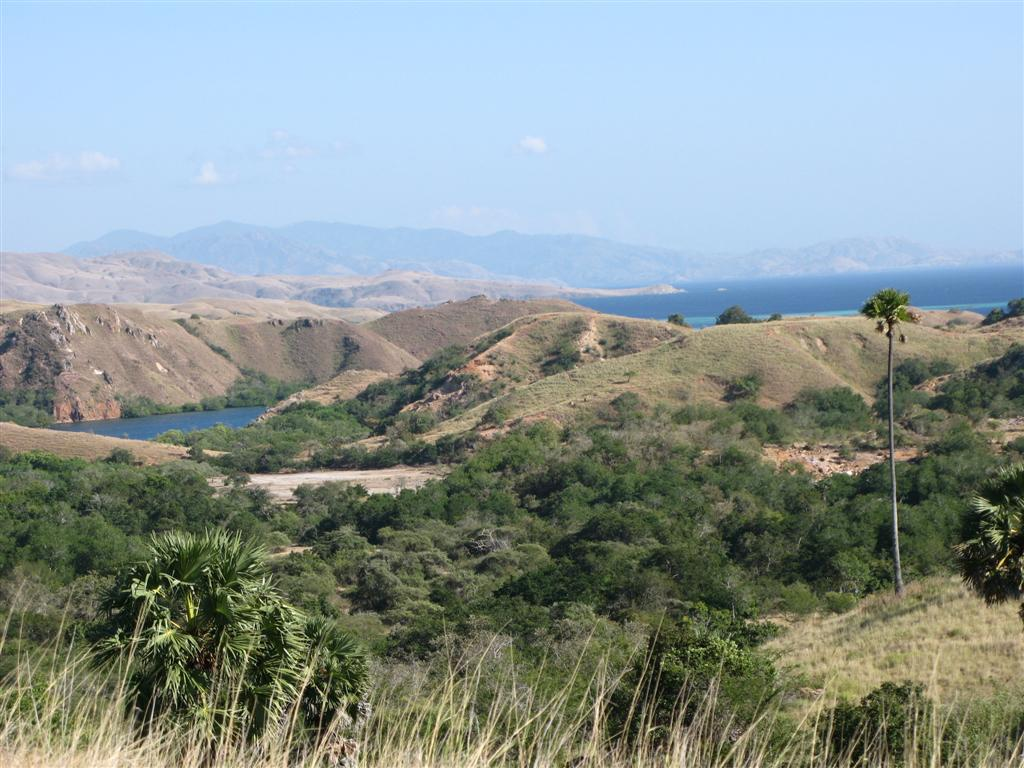
Остров Ринча

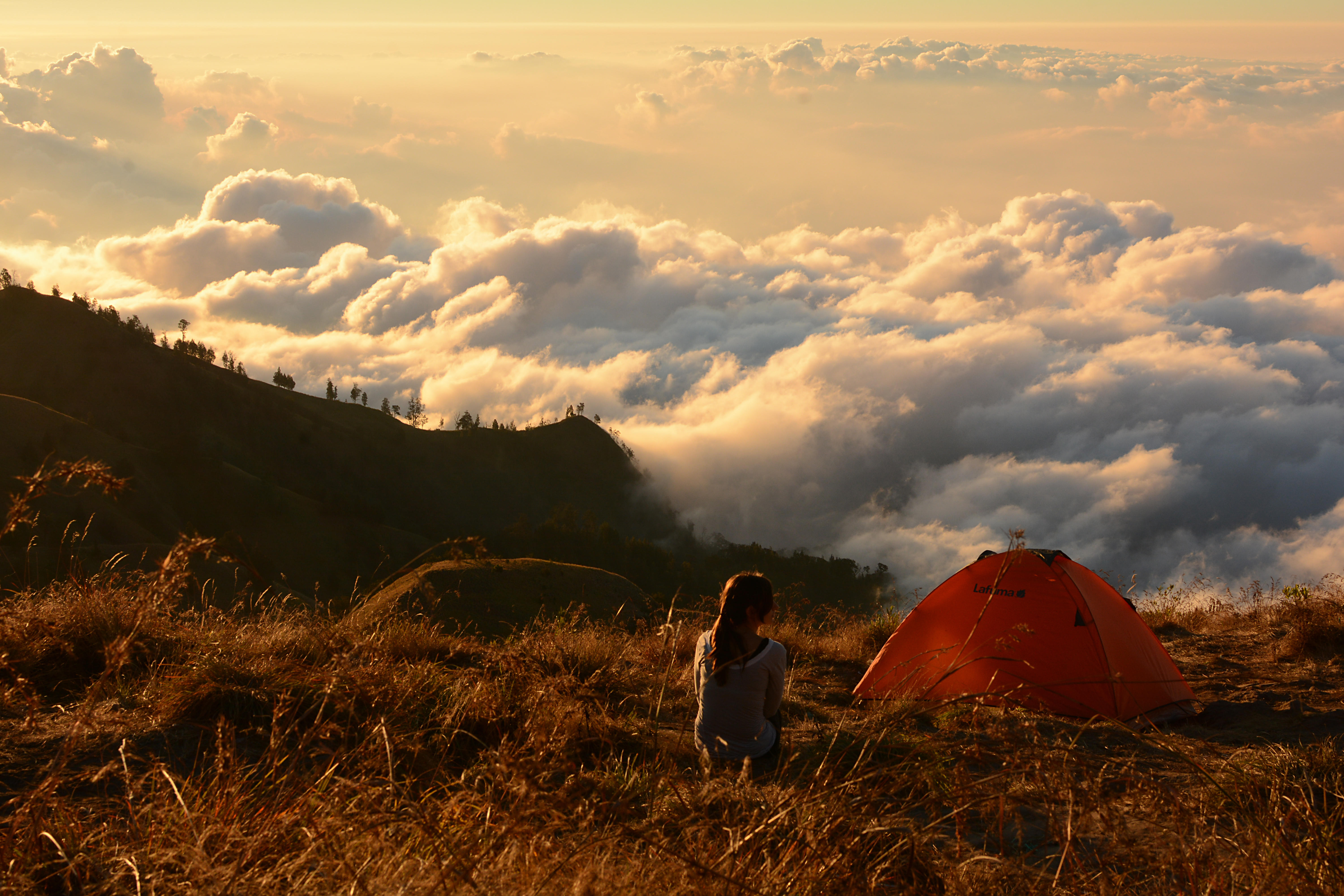
Вершина горы Ринджани

Индонезия — крупнейшее в мире островное государство, занимающее бо́льшую часть Малайского архипелага. Протяжённость страны с запада на восток — 5120 км, с севера на юг — 1760 км. Через архипелаг или южнее него проходят основные морские пути из Индийского океана в Тихий. Официальная статистика насчитывает в Индонезии 17 804 острова; из них населённых около 6000, 7870 поименованных и 9634 безымянных. Индонезия включает в себя 5 основных островов, 2 крупных (Малые Зондские и Молуккские острова) и 30 небольших архипелагов. Самые крупные острова — Новая Гвинея, Калимантан (Борнео), Суматра, Сулавеси (Целебес) и Ява. Остальные острова имеют гораздо меньшую площадь. Страна лежит по обе стороны от экватора. Архипелаг разделяет Тихий и Индийский океаны.
Площадь Индонезии:
- общая — 1 904 569 км²;
- суша — 1 811 569 км²;
- внутренние воды — 93 000 км².

Общая протяжённость сухопутной границы 2830 км, из них с Малайзией — 1782 км, с Папуа — Новой Гвинеей — 820 км, с Восточным Тимором — 228 км. Береговая линия: 54 716 км. Самая высокая точка Индонезии — гора Джая (4884 м), вторая по высоте — гора Мандала (4760 м).
Только около 10 % всей территории пригодно для сельского хозяйства.

## Геология
Суматра, Ява, Мадура и Калимантан лежат на Зондском шельфе, и географы обычно группируют их (с Сулавеси) в архипелаг Больших Зондских островов. Восточная оконечность Индонезии, а это — западная часть острова Новая Гвинея, — лежит на Сахульском шельфе. Глубина моря на Зондском и Сахульском шельфах в среднем 200 метров и менее. Между двумя этими шельфами лежат Сулавеси, Малые Зондские острова и Молуккские острова, образующие вторую группу островов, где глубина окружающих морей в некоторых местах достигает 4500 метров.
Малые Зондские острова состоят из двух островных дуг, простирающихся на восток от Бали к Новой Гвинее. Внутренняя дуга является продолжением цепи гор и вулканов, протянувшейся от Суматры через Яву, Бали и Флорес и заканчивающейся на вулканических островах Банда. Внешняя дуга архипелага является геологическим продолжением цепи островов к западу от Суматры, которая включает Ниас, Ментавай и Энгано. Она вновь поднимается в Малых Зондских островах гористыми островами Сумба и Тимор.
Молуккские острова геологически самые сложные среди индонезийских островов. Они расположены в северо-восточной части архипелага, гранича с Филиппинами на севере, Новой Гвинеей на востоке, и Малыми Зондскими островами на юге. Крупнейшие из них — Хальмахера, Серам и Буру, каждый из которых круто поднимается с очень большой глубины. Этот резко выраженный переход рельефа от моря к высокогорью означает существование лишь немногих прибрежных равнин.
Геоморфологи считают, что остров Новая Гвинея, возможно, когда-то был частью австралийского континента. Распад его и тектоническая активность создали высокие, заснеженные горные вершины центрального хребта, идущего с востока на запад острова, и жаркие, влажные аллювиальные равнины вдоль берегов. Новогвинейское нагорье длиной около 650 километров, идущее с востока на запад вдоль всего острова образует горный хребет, разделяющий северное и южное побережья.
Большая часть территории страны относится к области молодого кайнозойского тектогенеза; северо-восточная часть острова Суматра и близлежащих островов, а также юго-западная часть острова Калимантан принадлежат к мезозойской, центральная часть острова Новая Гвинея и остров Ару — к домезозойской, а юг Новой Гвинеи — к докембрийской складчатости. Характерные элементы геологической структуры — островные дуги и сопряжённые с ними глубоководные океанические желоба. Индонезия сложена метаморфическими породами пермо-карбона, палеозойскими, мезозойскими и палеоген-неогеновыми эффузивно-осадочными отложениями, а также четвертичными вулканическими образованиями.
Марганцевые руды связаны с пермо-карбоновыми диабазами и метаморфическими породами запада и центра Калимантана и Суматры, а скарновые месторождения руд железа — с интрузиями гранодиоритов. Месторождения олова островов Риау, Банка и Белитунг связаны с посттриасовыми гранитными батолитами. На юго-западе и западе Калимантана с ними же связаны месторождения и проявления руд золота, меди, железа, молибдена, сурьмы, цинка и свинца. С позднемеловыми породами острова Суматра ассоциированы месторождения руд железа, свинца и цинка, золота и серебра. В зоне миоценовой вулканоплутонической деятельности западных береговых хребтов Южной Суматры, Южной Явы и в западной дуге Сулавеси известны золотосеребряные жилы, которые сопровождаются небольшими рудопроявлениями меди, свинца и цинка; на острове Флорес и юго-западе Сулавеси имеются скарновые проявления железных руд. В известняках миоценового возраста широко распространены месторождения марганцевых руд. Медь-золото-серебряное месторождение Эртсберг связано с миоценовыми интрузиями Новой Гвинеи. Очень важное значение имеют латеритовые железорудные и остаточные никелевые месторождения, распространённые в коре выветривания габбро-перидотитовых пород Индонезии. Месторождения нефти приурочены к неогеновым отложениям островов Суматра, Ява, Калимантан, Сулавеси, Серам, Новой Гвинеи и Яванского моря.

## Сейсмология
Индонезия находится в одной из наиболее сейсмически активной зоны планеты и является частью так называемого Тихоокеанского огненного кольца. Здесь Индо-Австралийская и Тихоокеанская плиты круто погружаются под Евразийскую континентальную плиту на глубину около 100 километров. Цепь вулканов тянется от Суматры до моря Банда, через Суматру, Яву, Бали, Малые Зондские острова, делая петлю у островов Банда к северо-восточному Сулавеси.
Из 400 вулканов Индонезии около 150 — действующие. За период с 1972 по 1991 год зарегистрировано 29 извержений вулканов, в основном на Яве. Два самых катастрофических извержения современности произошли в Индонезии, в 1815 году — Тамборы на Сумбаве, унёсшее около 92000 жизней, и в 1883 году — Кракатау, убившее 36000 человек.
Ежегодно в регионе регистрируются до 7 тысяч землетрясений магнитудой выше 4.

## Рельеф
Рельеф почти всех островов архипелага — складчато-глыбовые хребты, расчленённые тектоническими и эрозионными процессами на отдельные массивы. Некоторые из них — цоколи действующих и потухших вулканов, вершины которых — высочайшие точки островов. Кроме гор на крупных островах есть молодые низменности — намывные или сложенные продуктами извержения вулканов.
Западная окраина Суматры занята горными хребтами и плоскогорьями. Они состоят из палеозойских кристаллических пород, смятых в складки и осложнённых разломами и сбросами в конце неогена. Обширные плато Суматры образованы вулканическими породами. В южной части острова возвышаются действующие и потухшие вулканы. Самый высокий и активный среди них — Керинчи (3800 м). На западе от побережья горы отделяет заболоченная низменность. На некотором расстоянии к западу от Суматры протянулась полоса островов Ментавай, сопровождающихся коралловыми постройками. На востоке полоса холмистых предгорий переходит в огромную аллювиальную низменность, почти целиком заболоченную. Это — самое обширное экваториальное болото Юго-Восточной Азии, ширина которого местами достигает 250 км.
Узкий и длинный остров Ява сложен молодыми осадочными породами и продуктами вулканической деятельности. Горы Явы состоят из вулканических цепей и отдельно стоящих вулканических конусов, сидящих на складчатом основании. Наиболее высокие вулканы Явы превышают 3000 м. Это Раунг, Сламет, самая высокая вершина Семеру (3676 м) и другие. Между вулканами расположены котловины, заполненные продуктами извержений. Они густо заселены и возделаны, часто носят названия городов, расположенных в них.
На севере Явы, у подножия вулканического нагорья, находится холмистая полоса, густонаселённая, с крупнейшими городами Индонезии. Джакарта, пересечённая многочисленными каналами, стоит на заболоченной прибрежной низменности. Общие черты строения, присущие Яве, сохраняются на островах Мадура и Малых Зондских.
Сильно расчленённый горный рельеф характерен для Молуккских островов. Малую часть их поверхности занимают низменные равнины вдоль побережий и во внутренних частях островов между горными массивами. Потухшие и действующие вулканы связаны с недавними разломами.
Сулавеси отличается от остальных островов своими причудливыми очертаниями, большой средней высотой и труднодоступностью со стороны моря. Это — самый гористый из островов Малайского архипелага. Рельеф определяет сбросовая тектоника. Местами сбросы сопровождаются вулканами, но их значительно меньше, чем на других островах. В центральной части острова располагается крупная тектоническая впадина, дно которой занято озером Посо.
Самый крупный и массивный остров Малайского архипелага — Калимантан. Массивное глыбовое нагорье пересекает остров посередине с северо-востока на юго-запад. Вершина его — Кинабалу (4101 м) — высочайшая точка всего архипелага. Вдоль берегов простираются обширные аллювиальные низменности и холмистые плато, прерываемые отрогами гор и изолированными массивами. Вулканов на Калимантане нет.

## Климат
Климат вытянувшейся вдоль экватора Индонезии круглый год относительно ровный. В стране сменяются два сезона — влажный и сухой — без крайностей лета или зимы. На большей части архипелага влажный сезон выпадает между октябрём и апрелем, с сухим сезоном от мая до сентября. Некоторые регионы, такие как Калимантан и Суматра, имеют лишь незначительные различия в количестве осадков и температуре между сезонами, тогда как другие, такие как Малые Зондские острова, претерпевают намного более выраженные перепады с засухой в сухой сезон, и наводнениями во влажный. Количество осадков в Индонезии велико, особенно на западной Суматре, северо-западном Калимантане, западной Яве, и западной Новой Гвинее.
Часть Сулавеси и ряда островов, близких к Австралии, таких как Сумба и Тимор, более сухие, но они — исключения. Тёплые воды, практически однородные, составляющие 81 % области Индонезии, гарантируют постоянство температуры на суше. Для прибрежных равнин она в среднем 28 °C, для внутренних и горных областей в среднем 26 °C, а для высокогорий — 23 °C. Относительная влажность страны лежит в диапазоне между 70 и 90 %. Ветер умеренный и вообще предсказуемый, с муссонами, обычно дующими с юга и востока в июне — октябре и с северо-запада в ноябре — марте. Тайфуны и сильные шторма мало опасны морякам в водах Индонезии; главную опасность представляют быстрые течения в проливах, таких как Ломбок и Сапе.

## Поверхностные воды
Многочисленные реки, прорезая горы узкими и глубокими ущельеобразными долинами, выйдя на болотистые прибрежные низины разветвляются на рукава. Резко замедляя течение, они аккумулируют на равнинах наносы, образуя береговые валы и естественные дамбы, и быстро наращивают дельты. Особенно много взвешенного материала приносят реки, текущие через районы современного вулканизма. Благодаря массе вулканического пепла, многие реки Явы и других островов отлагают в нижнем течении рыхлого материала в десятки раз больше обычного.
В низменностях сток затруднён из-за обилия осадков, малого испарения и густого растительного покрова. Здесь образуются огромные заболоченные пространства, препятствующие хозяйственному освоению местности. Заболачивание стимулируют также частые наводнения, возникающие после сильных ливней.
Уровень рек в течение года практически не меняется, исключая юго-восток Явы, где в сухой период небольшие реки пересыхают. Большинство рек Индонезии имеет незначительную длину. Самая крупная из них — Капуас (Калимантан) — достигает 1040 км. В верхнем течении реки обладают большими запасами водной энергии. В низовьях используются для орошения и судоходства.

## Флора и фауна
См.Также: Флора Индонезии

### Общая характеристика, зонирование

Биогеографическое зонирование территории Индонезии: синяя черта — линия Уоллеса. Красным выделена Уоллесия, к западу от неё расположена сундаландская зона, к востоку — сахулская

Природа Индонезии отличается исключительным многообразием: здесь на площади, составляющей не более 1,3 % мировой суши, встречается около 17 % биологических видов планеты. По численности биологических видов, встречающихся на её территории, страна занимает второе место в мире после Бразилии.
Важнейшей особенностью экосистемы Индонезии является её биогеографическая зонированность, определённая линией Уоллеса, проходящей с севера на юг между островами Калимантан и Сулавеси и затем между островами Бали и Ломбок. Бо́льшая часть островов, находящихся к западу от неё, будучи в доисторические времена соединены с континентальной Юго-Восточной Азией и образуя вместе с ней биогеографический регион Сундаланд, унаследовала в основном флору и фауну азиатского типа. Находящиеся к востоку от линии Уоллеса Новая Гвинея и ряд прилегающих к ней островов, составлявшие в прошлом единый континент с Австралией — Сахул, населены видами, преимущественно близкими австралийским. При этом наиболее своеобразными в природном плане являются районы, прилегающие с обеих сторон к линии Уоллеса — так называемая область Уоллесия, включающая Сулавеси, Моллуккские и большую часть Малых Зондских островов. Уоллесия, являющаяся в биогеографическом плане переходной зоной между сундаландским и сахулским регионами, имеет в разной степени черты того и другого, а также ряд уникальных особенностей — именно здесь встречается бо́льшая часть видов, являющихся эндемиками Индонезии.

### Растительность
В начале XXI века количество растительных видов, встречающихся в Индонезии, оценивалось примерно в 28 тысяч. Не менее 60 % площади страны покрыто влажными вечнозелёными экваториальными лесами, при этом наиболее лесистыми являются индонезийские территории Калимантана и Новой Гвинеи, а наименьшие площади в относительном измерении леса́ занимают на Яве.
Экваториальные леса характерны как для равнинной, так и для горной местности. До высоты примерно 1500 м над уровнем моря, основными видами растительности в них являются фикусы, различные диптерокарповые, алтингиевые, панданусы, пальмовые, древесные папоротники, бамбуковые. На высотах до 2500—3000 м распространены горно-тропические леса с преобладанием вечнозелёных широколиственных и хвойных пород, ещё выше — нагорное криволесье, кустарники и различные травы. В низменных прибрежных районах (на Калимантане, Новой Гвинее и, в меньшей степени, на Суматре) широко распространены мангровые заросли. На островах в юго-восточной части страны имеются также листопадные тропические леса и саванны, которые нередко образуются после сведения лесов. Площадь лесов уменьшается под воздействием хозяйственной деятельности человека — наиболее высокими темпами этот процесс идёт на Яве и Суматре.

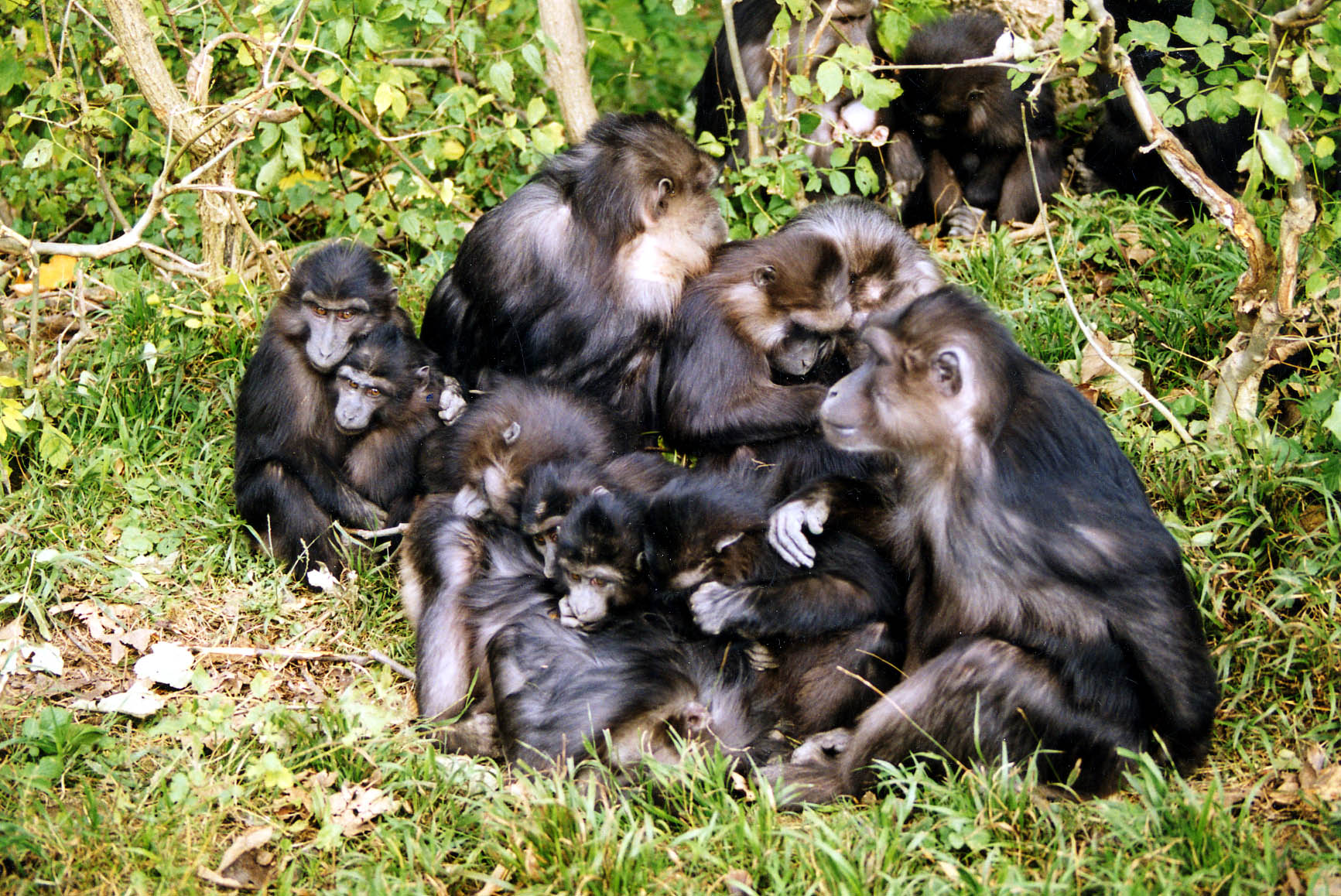
Тонкский макак

### Животный мир
Индонезия имеет самую богатую фауну среди всех стран мира. Многообразием отличаются практически все основные классы животных, обитающих в Индонезии. На начало XXI века здесь было зарегистрировано 515 видов млекопитающих, 1531 вид птиц, 122 вида бабочек, более 600 видов пресмыкающихся и более 270 видов земноводных. При этом эндемиками являются, в частности, 39 % млекопитающих и 36 % птиц. В числе наиболее известных эндемиков — комодский варан, олень Куля, бабирусса, тонкский макак.

### Экологическая ситуация, природоохранная деятельность
С учётом географического положения Индонезии, разной степени освоения человеком её различных регионов — экологическая ситуация в стране является неоднородной, однако в целом имеет тенденцию к ухудшению — прежде всего в связи с общим увеличением численности населения и практически повсеместным расширением хозяйственной деятельности. Основными проблемами в этой области являются растущий объём атмосферных выбросов парниковых газов (Индонезия занимает третье место в мире по этому показателю), массовое сведение лесов, загрязнение воздуха и воды отходами промышленного производства, растущее потребление пресной воды. Огромный ущерб окружающей среде наносят лесные пожары, периодически охватывающие значительные площади: их следствием становится не только исчезновение значительных массивов растительности вместе с обитающими в ними животными, но и задымление населённых пунктов, зачастую находящихся на расстоянии сотен километров от очагов возгорания. Наиболее катастрофические последствия имели пожары 1997 года на Калимантане и Суматре, которые считаются самыми сильными за всю современную историю страны.
Власти реализуют ряд программ по ограничению вредного воздействия промышленной и сельскохозяйственной деятельности на окружающую среду, однако они, как правило, имеют ограниченный эффект. Несколько бо́льшую отдачу дают усилия по сохранению живой природы в различных резерватах — по состоянию на 2008 год в Индонезии существовало 349 заповедников, заказников, национальных парков и охраняемых природных территорий иного типа, которые занимают 14,63 % суши (278 315 км2) и 2,98 % морской территории (178 807 км2). Благодаря охранным мерам, часто предпринимаемым в сотрудничестве с МСОП и другими профильными международными структурами, удалось остановить сокращение популяций некоторых угрожаемых видов животных и растений, а в отдельных случаях — добиться увеличения их численности.